# Ölmühle Räbke

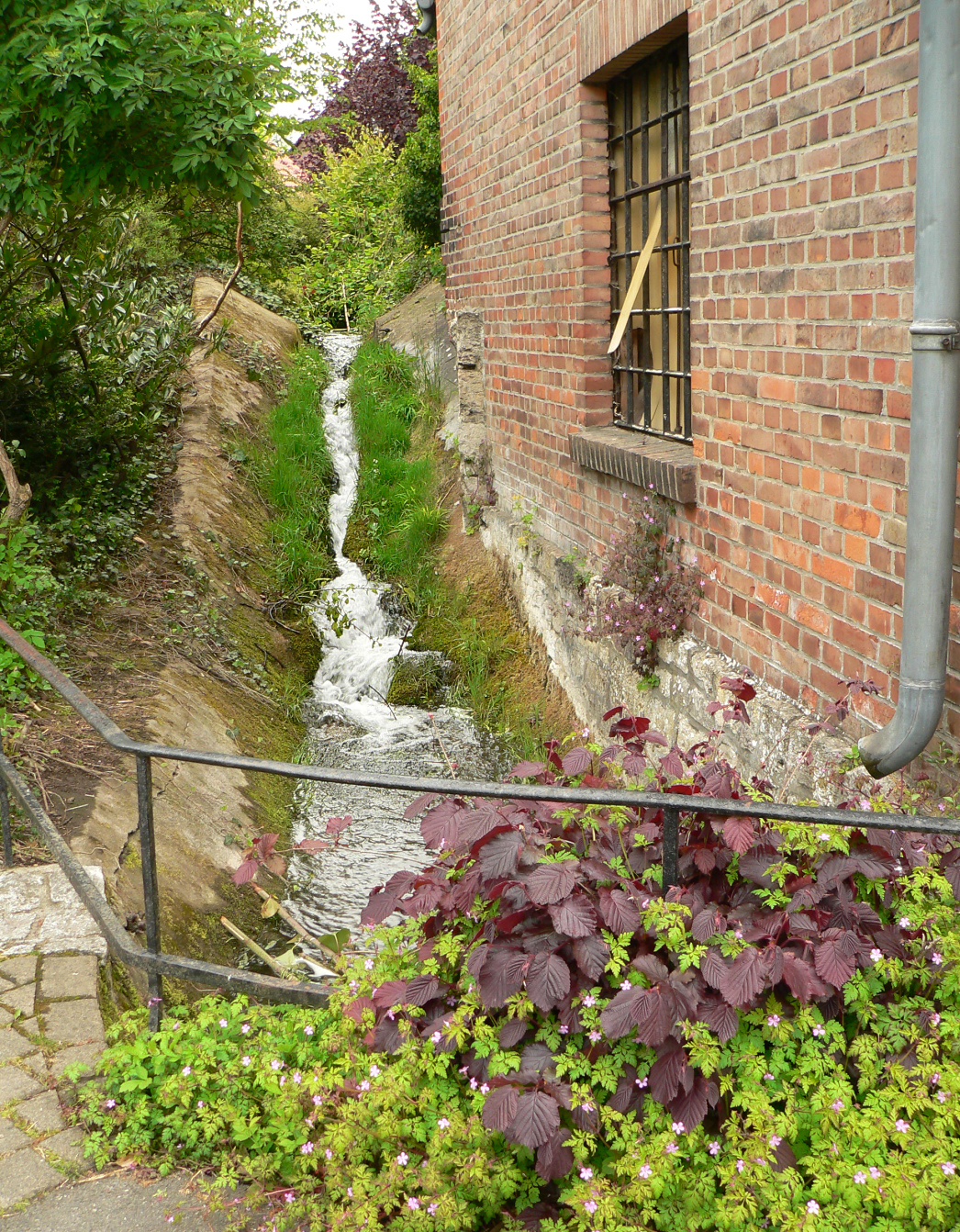
Standort der Mühle am Mühlengraben mit Gefälle vom früheren Mühlenstau

Die Ölmühle Räbke war eine oberschlächtige
Wassermühle am Mühlengraben der Schunter in Räbke im Landkreis Helmstedt.

## Beschreibung
Die Ölmühle wurde auf einem landwirtschaftlichen Anwesen errichtet, das laut dem Räbker Erbenzinsregister 1613 Heinrich Hoffmann gehörte. 1683 und auch 1726 befand sich auf dem Hof eine Bockmühle, die aus einer Schleifmühle hervorgegangen ist. Etwa ab 1725 wurde die Bockmühle zur Ölmühle, dessen Besitzer das Recht des Ölschlagens hatte. Die Mühle lag am Mühlengraben, den Mönche des Helmstedter Klosters St. Ludgeri Anfang des 13. Jahrhunderts von der Schunter abzweigten und auf einer Höhenlinie durch das Dorf leiteten. Das frühere Mühlengebäude befindet sich an der Stelle, an der der Mühlengraben mehrere Meter wasserfallartig hinabfällt. Das Wasserrad ist heute nicht mehr vorhanden.

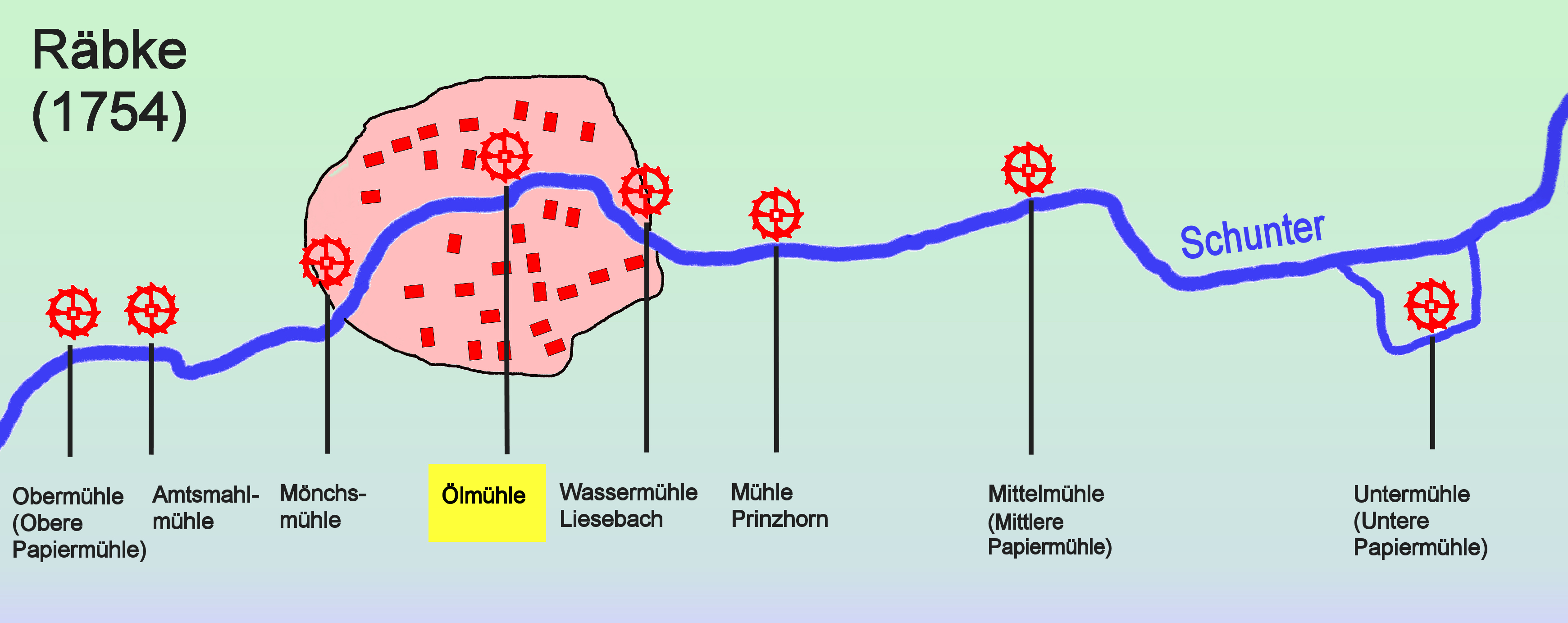
Lage der Mühle an der Schunter, 1754

Die Mühle ist auf einer im Rahmen der Braunschweigischen General-Landesvermessung von 1754 angefertigten Karte von Räbke und Umgebung eingezeichnet. Zu der Zeit lebten in den 84 Wohngebäuden des Dorfes fast 570 Menschen.
1908 erwarb Heinrich Willecke den Hof mit der Ölmühle, die er bis zur Stilllegung 1914 betrieb. Bauern aus Räbke und der näheren Umgebung lieferten Ölsaaten aus Mohn, Raps sowie Bucheckern an und erhielten dafür Öl. Nach dem Kriegsende 1918 wurde die Mühle wegen Fettmangels nochmal in Betrieb genommen und 1925 als Ölmühle endgültig stillgelegt. Nach der Betriebseinstellung kam die Ölpresse der Mühle an einen Landmaschinenhandel in Königslutter, wo sie dem Stahldrücken diente. Bis zum Zweiten Weltkrieg wurde die Mühle zum Schroten von Getreide genutzt.
Laut dem Räbker Mühlenkataster von 1939 befand sich die Mühle auf einem Bauernhof. Zu dem Zeitpunkt war sie bereits außer Betrieb. Das Wasserrad war noch vorhanden und diente dem Häckseln für den eigenen landwirtschaftlichen Betrieb. Unter der Mühle befanden sich Räume, die als Luftschutzkeller dienten.
1964 wurde dem Hof die Wassergerechtsame mit den Rechten und Pflichten zum Unterhalt des Mühlengrabens aberkannt.